# Blågrön mögelost

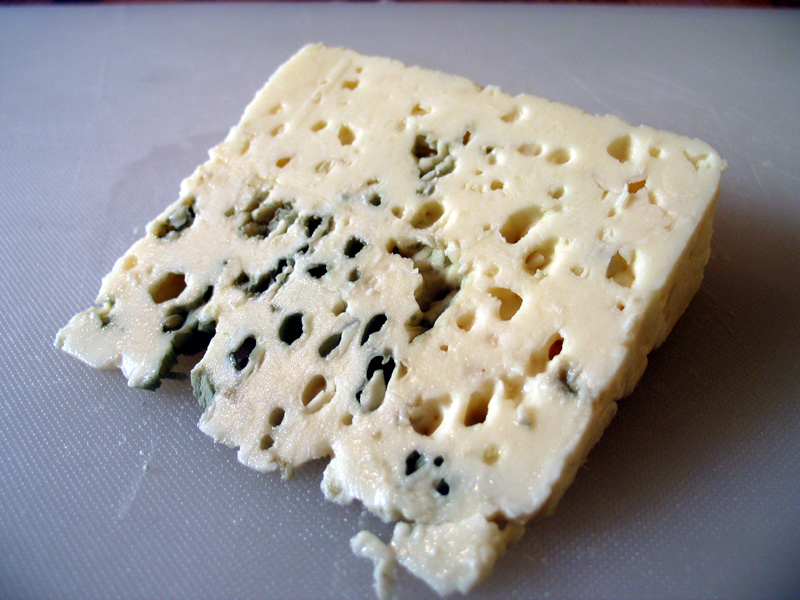
Roquefort.

Blågröna mögelostar, även kallade grönmögelostar eller blåmögelostar, är en grupp löpeystade ostar med omkring 30 % fetthalt.
Den mikrobiologiska floran ger osten dess karakteristiska egenskaper. Floran i blågrön mögelost består av mjölksyrabakterier tillsammans med mögelostsvampen Penicillium roqueforti. Såväl får- som komjölk kan användas och därför varierar de blågröna mögelostarnas smak. De kan klassificeras som halvfasta ostar som huvudsakligen mognar genom möglet som finns inuti dem.
Exempel på blågröna mögelostar är Kvibille Ädel (Sverige), Normanna (norsk roquefort), roquefort (fransk), Norzola (norsk gorgonzola), Kraftkarl från Tingvollost (norsk), Selbu Blå (norsk), gorgonzola (italiensk), danablu (dansk), Blue Cheshire (engelsk), Blå Castello (dansk) och stilton (engelsk).
Blågröna mögelostar tillverkas och mognar med några få säregna undantag generellt på samma sätt.
Skillnader i tillverkningsprocessen och mjölksort påverkar ostens beskaffenhet. Ostarna som görs av komjölk har en gulare färg än ostar av fårmjölk eftersom komjölken innehåller färgämnet betakaroten. Därför tillsätts klorofyll till danablu för att ge osten en vitare färg. Möglet växer som ådror genom osten vilket beror på tillverkningsprocessen: en del av det blågröna möglet odlas på brödbitar tills de är helt täckta med mögel. Det mögliga brödet torkas, finmals och blandas med vätska till en mögelkräm. Därefter injiceras mögelkrämen i den omogna osten med en grov spruta. När den växer grenar svampen ut sig mer eller mindre djupt och fint beroende på ostmassans struktur. Beroende på sorten genomborras ostmassan upprepade gånger under mognadstiden med långa, tjocka nålar för att tillåta mer syre att tränga in i den och därmed främja ytterligare svamptillväxt. Till skillnad från ädelostmögel är vanligt brödmögel oätligt och är inte lämpligt för tillverkning av mögelost.

## Historia
Blågrön mögelost tros ha upptäckts av en slump när ostarna lagrades i naturliga grottor vars temperatur och luftfuktighet råkar vara gynnsamma för många ofarliga mögelarter. En av de äldsta sorterna Roquefort, upptäcktes enligt legenden av en slump när en ung pojke som åt bröd och fårmjölksost glömde sin måltid i en närliggande grotta efter att ha sett en vacker flicka på avstånd. När han återvände månader senare hade möglet (Penicillium roqueforti) förvandlat osten till Roquefort.
Gorgonzola är känd från omkring runt 879 e.Kr vilket gör den till en av de äldsta blågröna mögelostarna. men det sägs att den inte innehöll blå vener förrän under 1100-talet. Stilton är relativt ny och blev populär någon gång i början av 1700-talet. Många sorters blågrön mögelost som tagits fram därefter, till exempel 1900-talets Danablu och Cambozola, var försök att fylla efterfrågan på roquefortliknande ostar. 

## Tillverkning

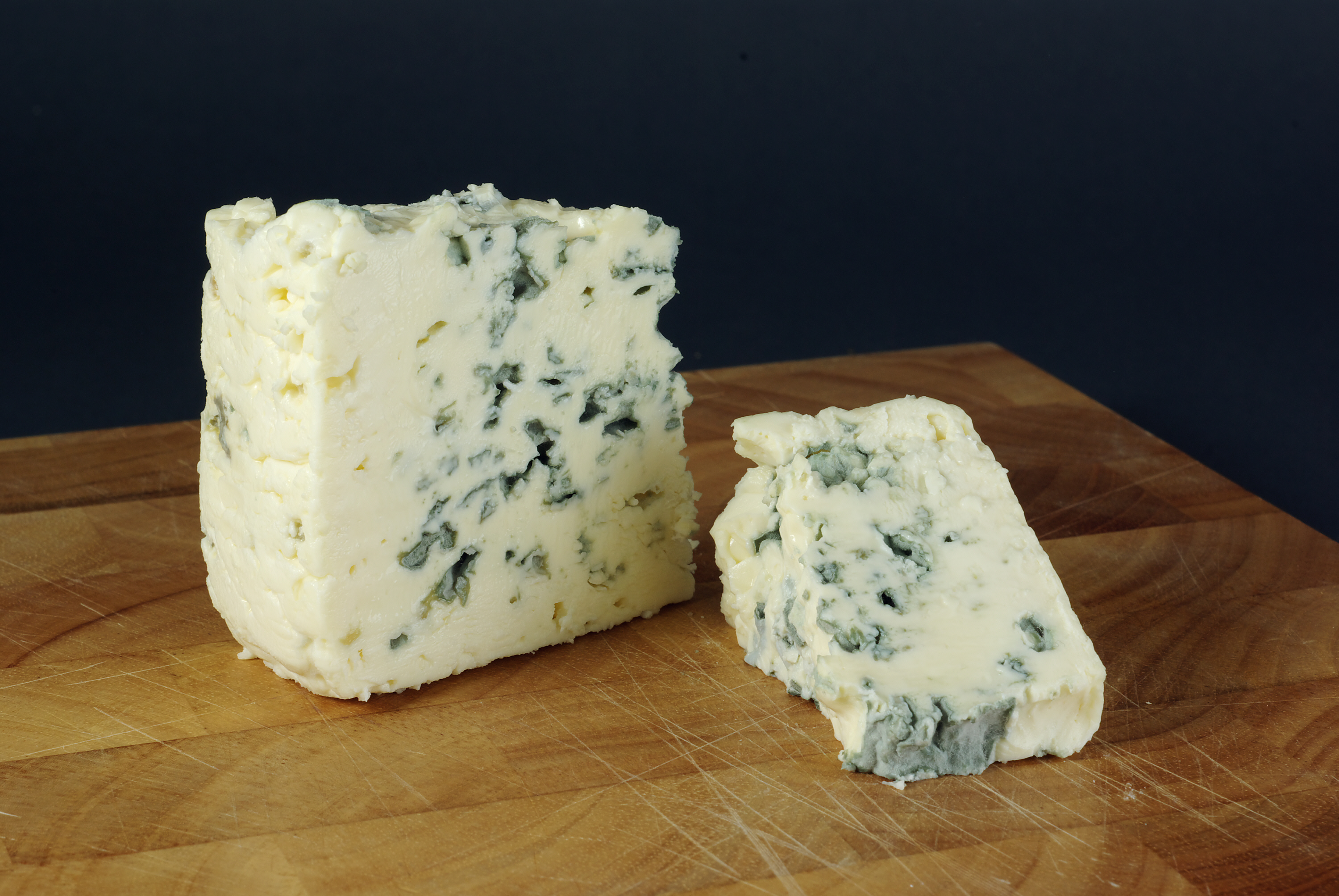
Fransk blåmögelost

Vid tillverkning av blågröna mögelostar kan både pastöriserad och opastöriserad mjölk användas. I vissa sorter är mjölken helt eller delvist homogeniserad för att ge osten en vitare färg. Det underlättar även lipolys som gör fettet mer lättillgängligt för mögelsvampen, samt ger osten dess typiska konsistens.
Vid tillverkning av roquefort används opastöriserad fårmjölk.
I vissa sorter kan också en mjölksyrakultur tillsättas. Den består av en eller fler arter av mjölksyrabakterier som får osten att jäsa eller surna. Om osten är gjord på opastöriserad mjölk, tillsätts vanligen lite mesofil DL syrakultur, som består av mjölksyrabakterier från släktet Lactobacillaceae, Lactococcus lactis ssp. lactis, Lactococcus lactis ssp. cremoris, Lactococcus lactis ssp. lactis biovar. diacetylactis och Leuconostoc cremoris. Det är även möjligt att avstå från mjölksyrakultur. Ett exempel på detta är roquefort. Till pastöriserad mjölk används alltid en syrakultur, exempelvis används en mesofil syrakultur vid tillverkning av stilton.
I de flesta mögelostar används som regel lite DL-kultur eftersom  Leuconostoc inte tål för snabb syrning av ostmassan (dvs. för stark framväxt av "Lactococcus" som dominerar över den). Leuconostoc är önskvärt i mögelostar eftersom den producerar CO2 och därför gynnar mögelsvampens tillväxt.
Mjölken värms upp till 30-33 °C och löpe tillsätts så att proteinerna koagulerar. Koaguleringstiden varierar från 30 minuter till flera timmar (2 timmar för roquefort). När massan blivit tillräckligt fast skärs den i lämpliga bitar. Ostmassan kyls ofta något innan den formas och avrinningen av vassle tar lång tid. Vid produktion av roquefort överförs ostmassan till perforerade formar där vasslen separeras från resten av ostmassan. Det är viktigt att inte osten trycks ihop så luftkanaler i den försvinner. pH-värdet i ostmassan kommer att sjunka till ca 4,6-4,8 när vasslen rinner av. Osten tas ur formarna och saltas en vecka för att avlägsna vatten.
Saltningen sker genom tillsats av salt på ostens yta (torrsaltning) eller genom att mala ostmassan efter att vasslen tagits bort och blanda i salt innan osten formas. Den tillsätta mögelostsvampen kan växa vid låga syretryck, högt CO2-innehåll och vid låg temperatur (5-10 °C).
För att mögelkulturen P. roqueforti som läggs till ostmassan ska växa, behövs luft (O2), och därför prickas osten med nålar under produktionen så att syre tillförs. Därmed bildas luftkanaler inne i osten där möglet växer. Dessutom försvinner CO2 som produceras av svampen ur osten. Eftersom det finns luft i hålrummen mellan ostkornen kommer svampen växa där också. Detta kan ses på ostens snittyta. Därefter får osten mogna.

## Mognad
Ostmognaden sker vid 10-12 °C och vid relativ fuktighet på omkring 90 % för att mögelsvampen ska växa. Mögelostarna måste vändas och ytan på osten tvättas regelbundet. Detta är för att hindra att hålen täpps igen. Mognadstiden varierar mellan olika sorter, från 3 veckor upp till flera månader. pH i mogen ost är ungefär 6. Efter att den önskade smaken har utvecklat sig, packas osten i tunn aluminiumfolie för att hindra lufttillgång och stoppa mögeltillväxten så att inte en skarp smak skall utvecklas. 
Många av de kända ostarna har speciella traditionella mogningsförhållanden. Roquefort mognar exempelvis i kalkstensgrottor i 3-5 månader. Ostens unika kännetecken utvecklas och är ett resultat av fler biokemiska reaktioner. Detta påverkar ostens smak, arom och textur. Förändringarna som äger rum under mognaden är väldigt omfattande i mögelostar, speciellt gällande fettets nedbrytning. 
I enskilda fall kan upp till 25 % av fettsyrorna omvandlas till fria fettsyror. Inflytandet av fria fettsyror på smaken är dock inte lika stor i blågröna mögelostar som i hårda italienska ostar. Detta kan bero på att ph ökar när de fria fettsyrorna bryts ned till metylketoner som dominerar smaken i blågrön mögelost
Blågröna mögelostar innehåller ungefär 3-5 % natriumklorid och är därmed bland de mest saltade ostarna. P. roquefortis grodd stimuleras vid ett saltinnehåll på 1 %, men om det når 3-6 % kan det upphöra. Detta beror även på vilken stam som används.

## Egenskaper
Blågröna mögelostar har som regel en mjuk textur och smaken domineras av metylketoner som mögelsvampen producerar av fria fettsyrer vid hjälp av β-oxidation. Nedbrytning av de fria fettsyrorna gör att osten får sin karakteristiska skarpa smak. 
Koncentrationen av laktoner är högre i blågröna mögelostarter än i exempelvis cheddarost. Detta beror på den utökade lipolysen.
Gorgonzola, Stilton och Roquefort är i många länder de populäraste blågröna mögelostarna. Dessa ostar har alla en skyddad ursprungsbeteckning vilket innebär att namnet bara får användas på ostar som produceras enligt en reglerad metod på en viss plats. 

### Gorgonzola
Gorgonzola blåmögelost har fått sitt namn från byn Gorgonzola i Italien där den först tillverkades. Den tillhör familjen Stracchinoostar och görs på helmjölk (alltså mjölk där man inte har avlägsnat grädden) som är pastöriserad men inte kokt. Denna blåmögelost har ympats med Penicillium glaucum som under mognad ger de typiska blågröna ådrorna. Lukten av Gorgonzola varierar mellan naturlig och krämig Gorgonzola-ost. Lukten orsakas av 63 kemiska föreningar i naturlig Gorgonzola-ost och 52 i krämig Gorgonzola-ost, de viktigaste är 2-nonanon, 1-okten-3-ol, 2-heptanol, etylhexanoat, metylanisol och 2-heptanon.

### Stilton

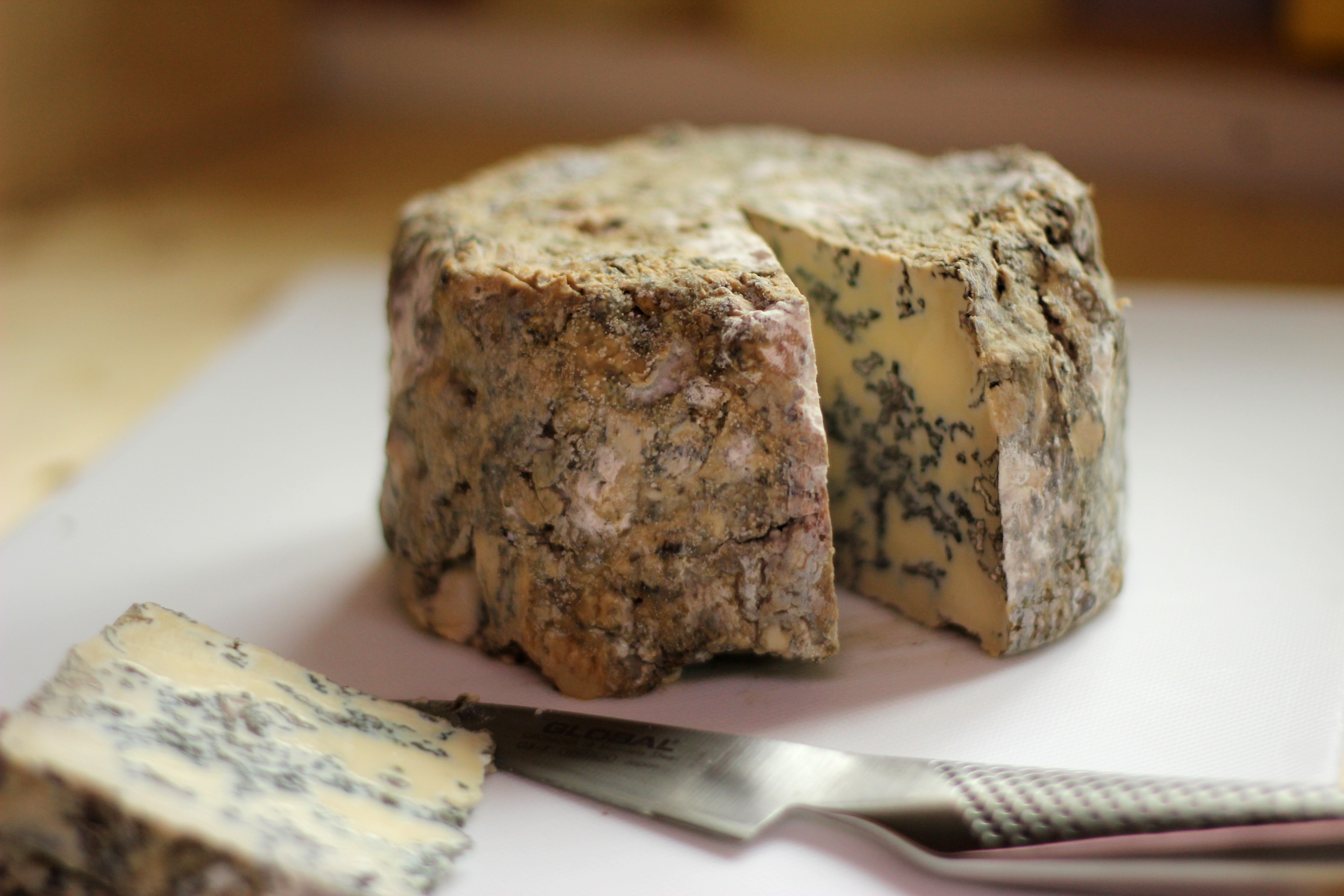
Stiltonost.

Stilton såldes först i byn Stilton i England men det finns få bevis för att den någonsin tillverkats där. Till skillnad från Stichelton, som är tillverkad av råmjölk, är Stilton gjord av pastöriserad mjölk. Förutom att inokuleras med Penicillium roqueforti som ger den blå ådror innehåller den Lactococcus lactis, Enterococcus faecalis, Lactobacillus plantarum, Lactobacillus curvatus, Leuconostoc mesenteroides, Staphylococcus equorum, och Staphylococcus sp.   Vissa viktiga mikroorganismer bidrar till den aromatiska profilen, såsom den av Lactobacillus-släktet på grund av deras produktion av flyktiga föreningar. Under mognaden ökar de fria fettsyrorna i som bidrar till den karakteristiska smaken på grund av fettnedbrytning av Penicillium roqueforti . 

### Roquefort

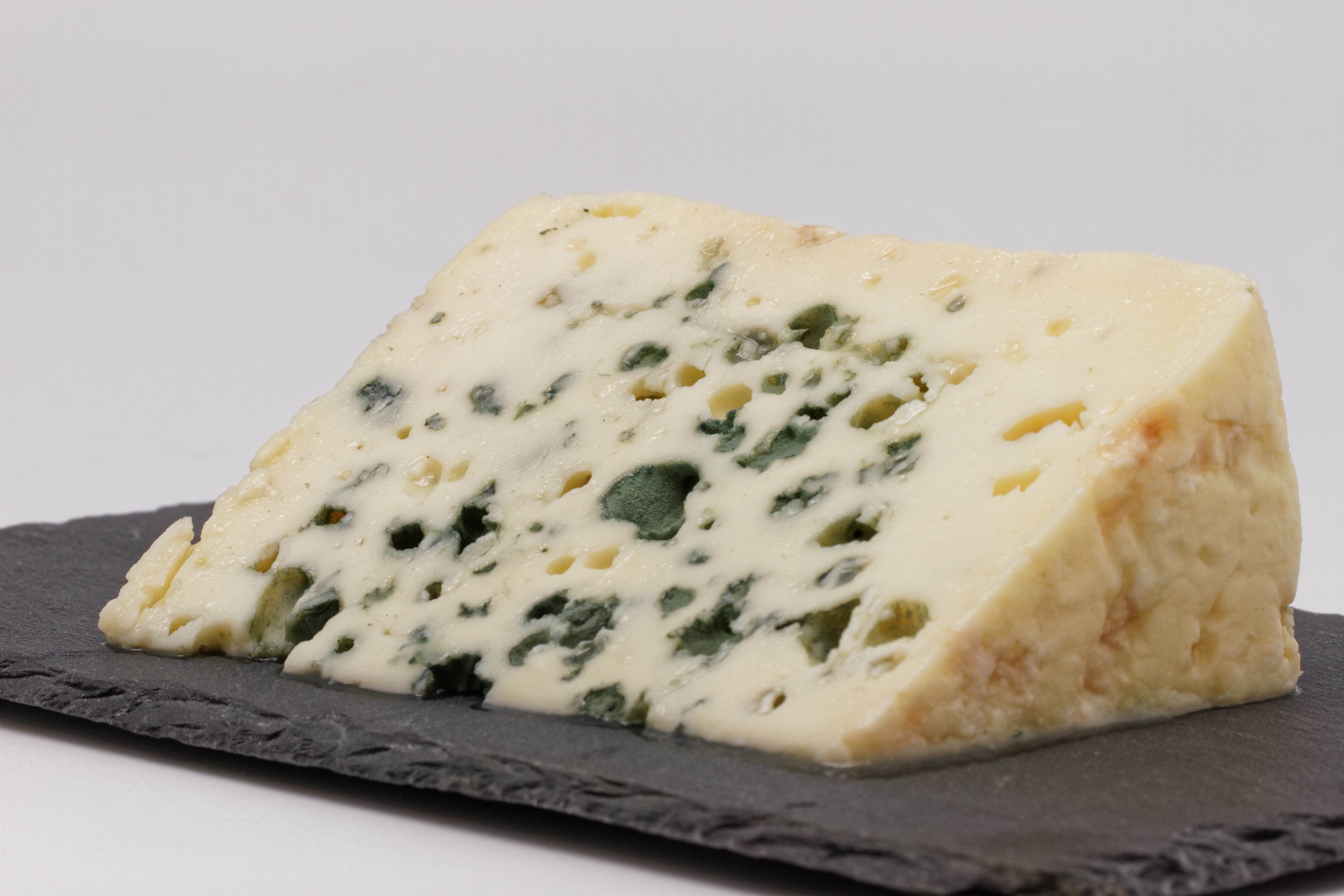
Roquefortost.

Roquefort kommer från byn Roquefort-sur-Soulzon i Frankrike. De görs av opasturerad fårmjölk och ympas med Penicillium roqueforti och får mogna under de speciella förhållandena i de naturliga grottorna i Roquefort-sur-Soulzon. Penicillium roqueforti är orsaken till de blå ådrorna i Roquefort. Förutom Penicillium roqueforti finns olika jäst, nämligen Debaryomyces hansenii och dess icke-sporulerande form Candida famata, och Kluyveromyces lactis och dess icke-sporulerande form Candida sphaerica.  På samma sätt som andra blågröna mögelostar, kan Roqueforts smak och lukt tillskrivas den speciella blandningen av metylketoner såsom 2-heptanon, 2-pentanon och 2-nonanon. 

## Övrigt
Vissa stammar av P. roqueforti kan också producera toxiner, men nivåerna av de gifter som finns i kommersiella ostar är så låga att de inte utgör någon fara för människor. Blågröna mögelostar har trots allt ätits i flera hundra år utan att det leder till sjukdom.
Gravida kvinnor och personer med nedsatt immunförsvar avrådes från att äta blågröna mögelostar, då ostens egenskaper gör att en eventuell förorening från listeriabakterien kan leda till att bakterien förökas snabbt och orsaka allvarliga komplikationer för riskgrupperna.

## Blågrön mögelost från olika länder (urval)
Danmark: 
- Danablu
- Blå Kornblomst

Finland: 
- Aura

Frankrike: 
- Bleu d'Auvergne
- Bleu de Bresse
- Bleu des Causses
- Bleu du Haut-Jura (Bleu de Gex)
- Bleu de Laqueuille
- Bleu de Termignon
- BluFou (från Auvergne)
- Fourme d'Ambert
- Fourme de Montbrison
- Roquefort
- Saint Agur

Irland: 
- Cashel Blue

Italien: 
- Gorgonzola
- Castel

Norge:
- Norzola
- Kraftkarl
- Selbu Blå

Sverige: 
- Ädelost

Schweiz: 
- Blaue Geiss
- Blaues Hirni

Spanien: 
- Cabrales

Tjeckien: 
- Niva

Tyskland: 
- Bavaria blu

Storbritannien: 
- Blå Stilton
- Shropshire Blue
- Blue Wensleydale